# Mario Meunier
Mario Meunier, né le 12 décembre 1880 à Saint-Jean-Soleymieux (Loire) et mort le 5 août 1960 au Crozet (Loire), est un helléniste français.

## Biographie
Marius Laurent Meunier, né le 12 décembre 1880 à Saint-Jean-Soleymieux (Loire), est le fils d'un boulanger, Benoît Meunier (1851-1918), lui-même fils d'un garde-champêtre, Laurent Meunier (1817-1884) ; sa mère se nomme Antoinette Méjasson (1853-1885) et est la fille d'un cultivateur, Claude Méjasson (1823-1902). Tous sont issus du même village.
Après avoir obtenu son certificat d'études et étudié le latin auprès du curé du village, qui avait remarqué son intelligence et espéré sans doute une future vocation, il fut poussé à aller perfectionner ses connaissances latines chez les trappistes d'Aiguebelle, puis, ayant revêtu la bure de novice, chez les bénédictins de Marseille. Là, auprès de maîtres érudits, il acquit une connaissance parfaite du grec ancien.
Mais, à Marseille, il chercha son épanouissement intellectuel dans le monde.

## Son œuvre
Il fonda avec Émile Sicard, Valère Bernard, Edmond Jaloux et Francis de Miomandre une revue littéraire, Le Feu, et y publia sa traduction de l'Antigone de Sophocle en 1907.
Un tournant important dans sa vie furent ses rencontres avec le sculpteur Auguste Rodin, et avec la danseuse Isadora Duncan, dont il fut le secrétaire, respectivement en 1910-1911 et 1912-1913.
La Grande Guerre brisa ses projets : prisonnier dès septembre 1914, il vécut l'épreuve de la captivité dans un camp situé non loin du front russe.
Rentré dans ses foyers, il fit partie, en 1918, de la "Corporation des artistes", laquelle fut annexée à la "Fraternité des Veilleurs" principalement animée par l'écrivain et dramaturge Oscar Vladislas de Lubicz-Milosz (1877-1939), avec Gaston Revel (1876-1939), Carlos Larronde 1888-1940), René Bruyez (1886-1969), Nicolas Beauduin (1881-1960) et René Adolphe Schwaller de Lubicz (1887-1961).
Il poursuivit son œuvre de traducteur du grec ancien, de façon à faire connaître les lumières de l'hellénisme au grand public. La Légende dorée des Dieux et des Héros (1924), méditation sur l'hellénisme et les mythes grecs, lui permit d'accéder à une large audience : entré dans le catalogue d'Albin Michel en 1942, le titre a été depuis constamment réédité. Il donna accès, sous une forme rajeunie et dans une langue impeccable, aux œuvres d'Homère, Platon, Sappho, Sophocle, Euripide, Nonnos de Panopolis, Hiéroclès, Proclus, Plutarque, Synésios de Cyrène, et surtout de Pythagore dont il transmit la pensée et traduisit les Vers d'or (Paris, L' Artisan du Livre, 1925).
Mario Meunier s'est également associé au groupe artistique "Idéal et Réalité". Il a fait partie des mouvements ésotériques et mystiques des années 1920, en particulier du Mouvement Cosmique, fréquentant Louis Thémanlys dont les maîtres, Max Théon, de son vrai nom Louis Maximilien Bimstein (1848-1927), le cofondateur de la  Hermetic Brotherhood of Louxor, et sa femme Alma (1843-1908), diffusent leur doctrine sotériologique et originelle dans la  Revue Cosmique (1901-1934), sous le pseudonyme partagé de Aia Aziz. Il faut souligner aussi l'existence du phalanstère de Tlemcen, en Algérie (à la Villa "Zarif" connue pour son jardin des roses), chez les Théon, installés là depuis 1889. Ce lieu initiatique sera visité vers 1907 par Mirra Alfassa (1878-1973), qui deviendra par la suite en Inde, la compagne spirituelle de Sri Aurobindo à Pondichéry qui lui donnera le nom de "La Mère". N'oublions pas aussi les "causeries de Passy" (chez les Themanlys, 54 rue Nicolo, à Paris), celles du Mouvement Cosmique auxquelles participera Mario Meunier et qui réuniront des personnages déjà célèbres tels que Charles Barlet (1838-1921), Anna de Noailles (1876-1933), Édouard Schuré (1841-1929) ou encore le traducteur et occultiste Marc de Semenoff (1886-1968).
Proche de l'Action française, il collabora dans les années 1930 et pendant près de deux ans aux journaux Les Débats et L'Action Française. Pendant la Seconde Guerre mondiale, il fut éditorialiste dans le journal pro Vichy et collaborationniste Le Mémorial. Il invita Charles Maurras à prononcer des conférences à Saint-Étienne et Montbrison en 1941. En 1941, il publia L'utopie communiste en Grèce et à Rome la même année, ouvrage introduit par René Gillouin, thuriféraire et le doctrinaire de la Révolution nationale. Il cesse sa participation au Mémorial en 1944. Il ne sera pour autant pas inquiété à la Libération.
Les travaux de Mario Meunier furent souvent cités par René Guénon. Sa nouvelle traduction des Pensées pour moi-même de Marc Aurèle (Paris, Classiques Garnier, 1951) fait toujours autorité.
A côté des préfaces, des introductions ou des prolégomènes érudits et concis à ses propres traductions d'auteurs de l'Antiquité gréco-latine, Mario Meunier a publié Pour s'asseoir au foyer de la maison des dieux (Paris, Albin Michel, 1921, réédition Paris, Véga, collection de l'Anneau d'or, 1930), écrit dans une prose chantante et lyrique, La Légende de Socrate (Paris, Piazza, 1926) et une Vie d'Apollonius de Thyane (Paris, Grasset, 1936). Dans l'avant-propos à sa nouvelle traduction du Banquet (Albin-Michel, 1947), Mario Meunier insiste sur "la netteté lyrique du texte et de la pensée de Platon".

## Décorations
- Commandeur de l'Ordre national de la Légion d'honneur ( France).
- Commandeur (Ταξιάρχης) de l'Ordre du Phénix ( Grèce).
- Commandeur (Ταξιάρχης) de l'Ordre du Sauveur ( Grèce).

## Distinctions
- 1925 Lauréat du prix Langlois de l’Académie française pour Plutarque. Isis et Osiris.
- 1926 Lauréat du prix Jules-Janin de l'Académie française pour Les vers d’or, de Pythagore. Commentaire sur les vers d’or des Pythagoriciens, d’Héraclès.
- 1932 Lauréat du grand prix de la Société des gens de lettres.
- 1947 Lauréat du grand prix de littérature de l'Académie française pour l’ensemble de son œuvre.

## Hommages
Le principal collège public de Montbrison, l'un des plus importants de France par le nombre d'élèves, porte son nom depuis 1963.
Bio-bibliographie
- Emmanuel Dufour-Kowalski, La Fraternité des Veilleurs – Une société secrète au XXe siècle  (1917-1921), Milan-Paris, Archè, 2017 (ISBN 9788872523469) et Anthologie de la littérature occultiste. XIXe et XXe siècles français, Lausanne, Edition Delphica L'Âge d'Homme, 2010, p. 539–546. (ISBN 9782970069805).
- Marguerite Fournier, "Mario Meunier le petit montagnard devenu le plus grand helléniste contemporain", dans : Village de Forez, no 17, janvier 1984.
- Jean Herbert, Shrî Aurobindo, Héraclite, préface de Mario Meunier, Lyon, Derain coll. Les Trois Lotus, 1943. Réédition sous le titre De la Grèce à L'Inde, Paris, Albin Michel, coll. Spiritualités vivantes, 1976 et 1992  (ISBN 9782226003898).